# Миноуг, Кайли
Ка́йли Энн Мино́уг, AO, OBE (англ. Kylie Ann Minogue [ˈkaɪli ˈæn mɪˈnoʊɡ], также известная под мононимом Ка́йли; род. 28 мая 1968, Мельбурн) — австралийская поп-певица, автор песен и актриса. Наиболее коммерчески успешная австралийская исполнительница, известная частыми сменами сценического образа. СМИ называют её «поп-принцессой» австралийской музыкальной сцены и «иконой стиля».
Миноуг получила известность в середине 1980-х годов благодаря роли Шарлин Робинсон в австралийской мыльной опере «Соседи». В конце 1980-х годов она начала музыкальную карьеру, подписав контракт со Стоком, Эйткеном и Уотерманом и рекорд-лейблом PWL. За годы совместной работы с продюсерами певица выпустила четыре студийных альбома в стилях бабблгам- и данс-поп. Первые три пластинки, наряду с синглами «I Should Be So Lucky», «The Loco-Motion», «Hand on Your Heart», «Better the Devil You Know» и «Step Back in Time», попали в первую десятку австралийских и британских хит-парадов.
Покинув PWL, в 1994 году при поддержке лейбла Deconstruction Records Миноуг выпустила альбом Kylie Minogue, а в 1997-м — экспериментальный альбом под названием Impossible Princess в стиле электронной танцевальной музыки с элементами рока. Вторая пластинка не оправдала коммерческих ожиданий и получила неоднозначные оценки музыкальных критиков, однако позднее рецензенты признали её лучшей и наиболее откровенной работой певицы. Вернувшись к более мейнстримной танцевальной поп-музыке, Миноуг заключила контракт с компанией Parlophone, с которой, в частности, в 2000 году записала пластинку Light Years. Альбом 2001 года Fever имел большую популярность во многих странах мира, включая США, где ранее певица была малоизвестна. Первый сингл пластинки, «Can’t Get You Out of My Head», оказался одним из самых продаваемых в 2000-х годах, разойдясь по миру в количестве, превышающем пять миллионов экземпляров. Песня стала «визитной карточкой» певицы и её самой успешной композицией. В следующих альбомах Миноуг экспериментировала с различными жанрами. Выпущенные в дальнейшем синглы «Slow», «2 Hearts» и «All the Lovers» закрепились в первой десятке чартов Австралии и Великобритании.
Кайли Миноуг дебютировала в кино в 1989 году, снявшись в картине «Преступники», а в 1994 году она сыграла на первом плане роль Кэмми в фильме «Уличный боец». Позже Миноуг снялась в фильмах «Мулен Руж!», «Джек и Диана» и «Корпорация „Святые моторы“». В 2014 году певица в качестве наставника приняла участие в конкурсах талантов The Voice UK и The Voice Australia.
В 2005 году во время гастрольного тура Showgirl: The Greatest Hits Tour у певицы был диагностирован рак груди. После выздоровления она активно участвовала в благотворительных акциях и кампаниях, популяризирующих профилактику этой болезни, за что была удостоена почётной докторской степени по медицине Университета Раскина в Англии.
В 2008 году Миноуг получила орден Британской империи из рук принца Чарльза за заслуги в музыкальном искусстве и орден Искусств и литературы от правительства Франции за вклад во французскую культуру. В ноябре 2011 года на 25-й годовщине премий ARIA Music Awards певица была включена в Зал славы Австралийской ассоциации звукозаписывающих компаний.
Продажи записей Кайли Миноуг по всему миру составляют более 80 миллионов экземпляров.

## Биография

### 1968—1985: Детство и начало карьеры
Кайли родилась 28 мая 1968 года в Мельбурне в семье Рональда Чарльза Миноуга и Кэрол Энн Джонс. Её отец — ирландец по происхождению и австралиец в пятом поколении, мать — родом из уэльского городка Маэстег, эмигрировала в Австралию с родителями, Милли и Дэнис Джонс, в десятилетнем возрасте. Кэрол Энн выбрала профессию балерины, в то время как Рональд незадолго до рождения дочери получил образование бухгалтера и работал по специальности. Стеснённое материальное положение молодой семьи заставляло её часто переезжать, что сильно расстраивало Кайли. После рождения второй дочери, Данни, они переехали в Южный Окли, где Рональд устроился бухгалтером в автомобильной компании, а Кэрол — буфетчицей в местной больнице. Школьные годы Кайли прошли в Суррей-Хиллс в пригороде Мельбурна. В одном из интервью певица назвала своими любимыми школьными предметами изобразительное искусство, графику и английский язык. Также она призналась, что в подростковом возрасте с трудом заводила друзей, была «весьма скромной» и обладала «средним интеллектом».
В детстве Кайли вместе с сестрой брала уроки пения и танцев, а также обучалась игре на скрипке и фортепиано. Впервые она выступила на местном фестивале искусств, где сыграла на фортепиано песню «Run Rabbit Run» и заняла второе место.
В 1979 году — когда Кайли было десять лет — её мать узнала о подготовке к съёмкам телевизионного сериала «Семья Салливан» и взяла на прослушивание обеих дочерей. Данни оказалась слишком мала для этой роли, и продюсер Алан Харди для съёмок в сериале выбрал Кайли. В сериале Кайли играла Карлу — голландскую беженку-сироту, подружившуюся с австралийскими солдатами во время Второй мировой войны. Ей приходилось имитировать голландский акцент.
В 1980 году Кайли снялась в одном из эпизодов сериала «Авиатрассы», а в 1985 году сыграла одну из главных ролей в телесериале «Дети Хендерсонов». Во время съёмок этого сериала актриса Надин Гарнер рассказывала, что Миноуг в то время была довольно «ранимой» и часто плакала на съёмочной площадке: продюсеры кричали на неё каждый раз, когда она забывала текст. Сама же Кайли считала, что для продвижения в шоу-бизнесе ей была необходима независимость, поэтому ради съёмок она даже пропускала занятия в школе, чем вызывала недовольство матери. Во втором сезоне Алан Харди решил убрать персонажа Миноуг из сериала, заявив позднее, что этот уход «пошёл ей на пользу». Вынужденный перерыв в кино Кайли использовала для реализации себя в музыке и на гонорар за съёмки в сериале «Дети Хендерсонов» записала демо с Грегом Петериком, другом семьи и продюсером еженедельной музыкальной программы Young Talent Time, в которой тогда выступала её сестра. Кайли тоже участвовала в этом шоу в 1986 году, исполнив вместе с Данни композицию группы Eurythmics «Sisters Are Doin' It for Themselves», однако в постоянный состав ей войти не удалось, и некоторое время она находилась в тени своей младшей сестры.

### 1986—1989: «Соседи»,KylieиEnjoy Yourself
В апреле 1986 года Кайли Миноуг получила роль школьницы Шарлин Митчелл в телевизионном сериале «Соседи». Этот сериал пользовался большим успехом в Великобритании: так, свадебный эпизод из сюжетной арки о романе между персонажем Кайли и персонажем Джейсона Донована собрал аудиторию в 20 миллионов британских зрителей. В BBC News отметили, что Шарлин является одним из самых популярных персонажей за всю историю сериала, а в журнале TV Week назвали её одним из самых любимых и запоминающихся персонажей на австралийском телевидении. Миноуг стала первой, кто получил четыре премии Logie Awards за один год, и самой молодой актрисой, награждённой премией Gold Logie как «Самая популярная телеактриса» в стране.
В том же году на благотворительном концерте футбольного клуба «Фицрой» с участием актёров сериала «Соседи» Миноуг спела дуэтом с актёром Джоном Уотерсом композицию «I Got You Babe», а на бис исполнила сольную песню Литтл Ивы «The Loco-Motion». Под впечатлением от её выступления Грег Петерик организовал для Кайли студийную запись этой песни, а продюсером выступил Кай Дальстрём, выделивший для производства трека 10 000 долларов. Демо под новым названием «Locomotion» было тщетно предложено большому числу рекорд-лейблов, пока наконец не попало к Майклу Гудински, главе Mushroom Records. Он также сначала не проявил интереса к песне, по его мнению, «однодневной», но вскоре, в начале 1987 года, решил подписать контракт с Миноуг, приняв во внимание её популярность в телесериале «Соседи». Рискованное решение Гудински было встречено разноречивыми отзывами критиков и сотрудников Mushroom Records: многие из них предсказывали крах компании и называли певицу «поющим попугайчиком». Однако вышедший 27 июля 1987 года первый сингл Миноуг «The Locomotion» провёл семь недель на вершине австралийских хит-парадов и стал самым продаваемым синглом в стране в 1980-х годах. Композиция победила в номинации «Самый продаваемый сингл года» на премии ARIA Music Awards.
В сентябре того же года Миноуг с менеджером Mushroom Records Терри Блэми уехала в Великобританию для работы с продюсерами Стоком, Эйткеном и Уотерманом. Пробыв в отеле 10 дней и не дождавшись от них звонка, Миноуг вместе с Блэми отправилась к ним сама. За сорок минут продюсеры написали композицию «I Should Be So Lucky», которую Миноуг тут же записала в студии. Песня, выпущенная в декабре 1987 года, возглавила чарты Великобритании, Австралии, Германии, Финляндии, Швейцарии, Израиля и Гонконга. Она принесла Миноуг вторую награду ARIA Music Awards в категории «Самый продаваемый сингл года» и «Специальную награду за достижение». Певица начала сотрудничество со Стоком, Эйткеном и Уотреманом и присоединилась к лейблу PWL.
10 июня 1988 года Миноуг закончила съёмки в последнем эпизоде сериала «Соседи», после чего переехала в Лондон, чтобы заняться музыкальным творчеством. Через месяц был выпущен дебютный альбом Kylie с композициями в стиле танцевальной поп-музыки и бабблгам-попа. Пластинка больше года провела в британском чарте, возглавив его за это время несколько раз. В США альбом получил статус золотого, а сингл «The Locomotion» добрался до третьей строчки американского хит-парада Billboard Hot 100 и до первого места — в канадском чарте. «Got to Be Certain» стал третьим синглом Миноуг, возглавившим австралийские музыкальные чарты. В ноябре в дуэте с Джейсоном Донованом Миноуг записала песню «Especially for You», покорившую хит-парад Великобритании и проданную к декабрю 2014 года в количестве более миллиона экземпляров.
В октябре 1989 года Миноуг выпустила второй альбом Enjoy Yourself. Музыкальные критики сравнивали его звучание с дебютной работой певицы и отмечали между ними заметное сходство. Пластинка хорошо продавалась в Великобритании, континентальной Европе, Новой Зеландии, Азии и Австралии. Синглам «Hand on Your Heart» и «Tears on My Pillow» удалось возглавить британский чарт. Однако в Северной Америке продажи диска оставались довольно низкими, и американская звукозаписывающая компания Geffen Records отказалась от сотрудничества с певицей. В том же месяце с целью поддержки двух альбомов Миноуг отправилась в свой первый гастрольный тур Disco in Dream, вскоре переименованный в The Hitman Roadshow. На концертах в Великобритании, спонсором которых выступила местная радиостанция, к ней присоединились и другие артисты лейбла PWL. В феврале 1990 года Миноуг начала гастрольную поездку Enjoy Yourself Tour по городам Европы, Австралии и Азии. Певицу ожидал хороший приём: на три австралийских концерта было продано 10 000 билетов, и выручка составила три миллиона долларов.
В декабре 1989 года состоялся дебют Миноуг как киноактрисы в фильме «Преступники», где в качестве саундтрека была использована композиция «Tears on My Pillow». Кинокартина получила смешанные отзывы критиков: так, обозреватель Daily Mirror высказал мнение, что Миноуг «так же харизматична, как и холодная каша». В Великобритании кассовые сборы фильма превысили 200 000 фунтов стерлингов, а в Австралии он стал четвёртым среди наиболее коммерчески успешных фильмов 1989 года и самым успешным австралийским фильмом 1990 года.

### 1990—1992:Rhythm of LoveиLet’s Get to It
В ноябре 1990 года Миноуг выпустила третий студийный альбом Rhythm of Love. Критики обратили внимание на то, что по сравнению с предыдущими работами певицы эта пластинка «повзрослела семимильными шагами». Рецензенты также оценили удачный выбор синглов и запоминающиеся композиции, но некоторые критики остались недовольны тем, как зрелая певица обращается к аудитории, назвав альбом «как минимум постпубертатным», и раскритиковали «бесполезное» сотрудничество с другими продюсерами. Первый сингл альбома, «Better the Devil You Know», «разрушил её имидж из мыльной оперы — девчонки по соседству — и представил миру более сексуальную, повзрослевшую диско-Кайли». Отношения певицы с вокалистом группы INXS Майклом Хатченсом также рассматривались общественностью как отступление от её предыдущего образа. Композиция «Better the Devil You Know» заняла второе место в чарте Великобритании и четвёртое — в чарте Австралии, а второй и четвёртый синглы с Rhythm of Love, «Step Back in Time» и «Shocked», попали в первую десятку хит-парадов этих стран. Миноуг радовало то, что во время съёмок клипа «Better the Devil You Know» она впервые «почувствовала себя частью творческого процесса»: «Я не была главной, но имела право голоса. Для клипа я купила на King's Road кое-что из одежды. Я нашла новый способ для творческого выражения своей точки зрения». В феврале 1991 года в поддержку альбома она отправилась на гастроли с концертной программой Rhythm of Love Tour.
В октябре 1991 года вышел четвёртый альбом Let’s Get to It. Рецензенты дали высокую оценку продюсированию и разнообразию стилей, но посчитали недостатками ориентированность пластинки на узкую подростковую аудиторию. Let’s Get to It оказался первой пластинкой Кайли Миноуг, не попавшей в десятку лучших британского чарта, добравшись только до пятнадцатой строчки. Ведущему синглу альбома, «Word Is Out», также не удалось занять место в первой десятке, зато в первую пятёрку британского чарта вошли композиции «If You Were with Me Now» (совместно с Китом Вашингтоном) и «Give Me Just a Little More Time». В том же месяце она отправилась в гастрольную поездку под названием Let’s Get to It Tour. Шоу представляло собой обновлённую версию предыдущего тура Rhythm of Love Tour с изменённой музыкальной программой и несколькими новыми сценическими нарядами, которые были раскритикованы в прессе.
В августе 1992 года Миноуг представила первый сборник своих избранных песен, Greatest Hits, который возглавил хит-парад Великобритании и занял третье место в чарте Австралии. Синглы пластинки «What Kind of Fool» и «Celebration» (кавер на композицию группы Kool & the Gang) попали в британском чарте в первую двадцатку.
К концу 1992 года контракт Миноуг с продюсерами Стоком, Эйткеном и Уотерманом и лейблом PWL подошёл к концу, и певица не стала его продлевать, объяснив мотив своего решения так: «Вначале я была марионеткой. Этот рекорд-лейбл меня слепил. Я не могла взглянуть ни вправо, ни влево».

### 1993—1998:Kylie MinogueиImpossible Princess
В апреле 1993 года Миноуг заключила контракт с независимым лейблом танцевальной музыки Deconstruction Records, что обозначило новый этап в её карьере. В сентябре 1994 года она выпустила пятый альбом под названием Kylie Minogue, лишённый, в отличие от предыдущих работ певицы, «продюсерского глянца от Стока, Эйткена и Уотермана». Подготовкой диска занималась та же команда Brothers in Rhythm в составе Дэйва Симена и Стива Андерсона, которая ранее уже работала над композицией «Finer Feelings», одного из последних синглов Миноуг, выпущенного лейблом PWL. Параллельно Андерсон станет музыкальным директором Миноуг до 2015 года.
Первый сингл альбома Kylie Minogue, «Confide in Me», находился четыре недели на вершине австралийского чарта. Следующие два сингла, «Put Yourself in My Place» и «Where Is the Feeling?», попали в первую двадцатку британского хит-парада, а сама пластинка заняла там четвёртую строчку, и её продажи в итоге составили 250 000 экземпляров. В США релиз так и не состоялся из-за финансовых трудностей компании Imago Records.
В 1995 году певица записала композицию «Where the Wild Roses Grow» совместно с её автором, австралийским рок-музыкантом Ником Кейвом. По словам Кейва, он заинтересовался работой с Миноуг после того, как услышал в её исполнении песню «Better the Devil You Know» с «одним из наиболее резких и тревожных текстов в поп-музыке». Видеоклип «Where the Wild Roses Grow» был поставлен как воспроизведение вживую картины художника Джона Эверетта Милле «Офелия»: в нём Миноуг изображала убитую женщину, лежащую в пруду, а над её телом плавала змея. В Европе сингл попал в первую десятку хит-парадов десяти стран, а в Австралии занял второе место. Композиция победила на премии ARIA Awards в номинациях «Песня года» и «Лучший поп-релиз». Наряду с другими исполнителями Deconstruction, Миноуг приняла участие в двух летних фестивалях: Féile в ирландском городе Корке и T in the Park в Глазго, на которых, помимо сольных песен, исполнила «Where the Wild Roses Grow» с Ником Кейвом. 7 июля 1996 года по инициативе Ника Кейва Миноуг выступила на поэтическом мероприятии в концертном зале Лондона Альберт-холл, где прочитала текст песни «I Should Be So Lucky» как стихотворение.
В 1997 году вышел шестой студийный альбом Миноуг Impossible Princess (после смерти принцессы Дианы в Великобритании он был переименован в Kylie Minogue). Певица явилась автором всех композиций, а источником вдохновения ей послужило творчество Ширли Мэнсон и Garbage, Бьорк, Tricky, U2 и японских музыкантов Pizzicato Five и Towa Tei. В записи альбома принимали участие Джеймс Дин Брэдфилд и Шон Мур из группы Manic Street Preachers, благодаря которым в первоначальное звучание в стиле электронной танцевальной музыки были добавлены элементы рока. Фотографии к альбому Impossible Princess и для клипа Миноуг с Towa Tei были сделаны под впечатлением от японской культуры: они со Стефаном Сенауи, французским фотографом и тогдашним партнёром Миноуг, объединили в её образе одновременно «гейшу и супергероиню из манги».
Альбом опроверг предположения о том, что Миноуг продолжит свой творческий поиск в направлении к инди-культуре. Признавая, что она стремится избавиться от образа, создавшегося у публики в начале её карьеры, певица говорила, что была готова «забыть неприятную критику» и «принять своё прошлое, понять и использовать его». Таким образом в клипе на песню «Did It Again» она представила свои ранние образы. Impossible Princess был принят неоднозначно во многом из-за экспериментирования с различными музыкальными стилями. В рецензиях 1997 года релиз получил несколько негативных отзывов, но в ретроспективных обзорах критики называли его самой личной и лучшей работой Миноуг.
Первым синглом альбома стала композиция «Some Kind of Bliss». В хит-парадах она не пользовалась особым успехом, дебютировав в британском и австралийском чартах на 22-й строчке, а неделю спустя опустившись на 39-е место. Второй сингл «Did It Again» показал более высокие результаты. В австралийском хит-параде композиция стартовала под номером 21, добравшись до 15-й позиции на следующей неделе, а в британском чарте она закрепилась на 14-й строчке. Третий сингл с Impossible Princess, «Breathe», в британском чарте синглов дебютировал под номером 14 и провёл в хит-параде четыре недели, а в австралийском хит-параде он задержался на 13 недель под номером 23. Четвёртый и последний сингл с пластинки «Cowboy Style» был выпущен в Австралии и Новой Зеландии компанией Mushroom Records, поскольку к моменту релиза Миноуг уже покинула лейбл Deconstruction Records. Композиция дебютировала на 39-й строчке в австралийском чарте, оказавшись наименее удачным синглом с Impossible Princess.
В целом пластинка была довольно успешна в Австралии, продержавшись в хит-параде тридцать пять недель, в то время как в Великобритании она стала худшим релизом певицы в плане продаж. В первую неделю было продано всего 18 000 экземпляров диска. В конце года на Virgin Radio заявили: «Мы дали Кайли возможность улучшить свои альбомы, запретив их». В СМИ одной из причин коммерческого провала пластинки в Великобритании были названы задержки релиза.
В 1998 году Миноуг отправилась в гастрольный тур Intimate and Live Tour, который вскоре был продлён из-за большого количества желающих попасть на концерты. В Австралии певица выступила на нескольких мероприятиях: в 1998 году — на Сиднейском фестивале «Марди Гра», а в 1999 году — на церемониях открытия мельбурнского казино «Корона» и сиднейских киностудий Fox (там она исполнила песню Мэрилин Монро «Diamonds Are a Girl’s Best Friend»), а также на рождественском концерте в Дили (в сотрудничестве с Миротворческими силами ООН).
В этот период Миноуг продолжала сниматься в кино. В 1994 году режиссёр Стивен де Соуза, увидев певицу на обложке австралийского журнала Who в числе «тридцати самых красивых людей в мире», предложил ей роль рядом с Жан-Клодом Ван Даммом в фильме «Уличный боец». Фильм собрал 70 миллионов долларов в США, но получил негативные отзывы: в частности, Ричард Харрингтон из газеты The Washington Post назвал Миноуг «худшей актрисой в англоговорящем мире». Она сыграла саму себя в одном из эпизодов ситкома «Викарий из Дибли» в 1994 году и в кинокартине 1997 года «Диана и Я». В 1995 году певица снялась в короткометражном фильме «Поездка в ад», а в 1996 году получила небольшую роль в фильме «Био-Дом».

### 1999—2003:Light Years,FeverиBody Language
В начале 1999 года Миноуг записала песню «In Denial» с группой Pet Shop Boys для их альбома Nightlife, а 13 марта дебютировала как театральная актриса на сцене Барбадоса в пьесе Шекспира «Буря». В апреле певица подписала контракт с компанией звукозаписи Parlophone, имевшей целью ещё раз утвердить Миноуг в качестве поп-исполнительницы, и 25 сентября 2000 года выпустила свой седьмой студийный альбом Light Years. Музыкальные критики одобрили возвращение певицы к танцевальной поп-музыке, высоко оценив композиции в стиле диско и евро-попа. Альбом Миноуг впервые возглавил хит-парад Австралии и пользовался высоким спросом. Первый сингл пластинки «Spinning Around» занял место на вершине британского чарта, тем самым сделав Миноуг второй после Мадонны обладательницей сингла номер один в течение трёх десятилетий подряд. Другие синглы с Light Years, «On a Night Like This», «Kids» (совместно с Робби Уильямсом) и «Please Stay», попали в десятку хит-парада Великобритании. В том же году сингл «Spinning Around» одержал победу на премии ARIA Award в номинации «Лучший поп-релиз», а в следующем году Миноуг получила эту же награду за альбом Light Years. Несмотря на сомнения критиков, в 2000 году Миноуг получила от них определённый кредит доверия к своей музыке за то, что продержалась на сцене дольше, чем они от неё ожидали.
В октябре Миноуг выступила в Сиднее на закрытии Олимпийских игр и на открытии Летних Паралимпийских игр. Кэйт Самуэльсон в журнале TNT назвала первое из этих выступлений Миноуг с песней «Dancing Queen» группы ABBA одним из самых запоминающихся моментов церемонии. В 2001 году певица отправилась в гастрольный тур On a Night Like This Tour, поставленный в стиле бродвейских шоу и мюзиклов 1930-х годов.
В сентябре 2001 года Миноуг выпустила композицию «Can’t Get You Out of My Head», которая в дальнейшем как первый сингл вошла в её восьмой альбом Fever. Песня возглавила чарты более сорока стран, а её продажи достигли пяти миллионов экземпляров, что является самым высоким результатом для Миноуг на сегодняшний день. После релиза «Can’t Get You Out of My Head» соревновалась за первое место в британском хит-параде с песней Виктории Бекхэм «Not Such An Innocent Girl», в результате чего победу одержала Кайли Миноуг: её синглу удалось закрепиться на вершине этого чарта, в то время как композиция Виктории Бекхэм добралась лишь до шестой позиции. 1 октября вышел альбом Fever, вскоре возглавивший музыкальные чарты Австралии, Австрии, Германии, Ирландии и Великобритании. Общие продажи диска по всему миру составили свыше шести миллионов экземпляров. Доминик Леоне на сайте Pitchfork похвалил простой и «приятный» стиль пластинки, назвав её «зрелым альбомом от зрелой исполнительницы», и высказал мнение, что он «может возродить Миноуг для поколения VH1». Последующие синглы, «In Your Eyes», «Love at First Sight» и «Come Into My World», попали в первую десятку австралийских и британских хит-парадов. В феврале 2002 года компания Capitol Records выпустила альбом в США, спустя 13 лет после последнего студийного релиза Миноуг. Пластинка дебютировала под третьим номером в американском чарте Billboard 200 и была признана самым успешным альбомом певицы в Соединённых Штатах. В канадском хит-параде Fever добрался до десятой строчки.
В поддержку альбома в апреле 2002 года Миноуг поехала на гастроли по городам Европы и Австралии с концертной программой KylieFever2002. В 2002 и 2003 годах она выступила на концертах Jingle Ball в США, где исполнила несколько песен из альбома. На премии ARIA Music Awards в 2002 году певица победила в четырёх номинациях; композиция «Can’t Get You Out of My Head» была признана «Самым продаваемым синглом» и «Лучшим синглом года». В том же году Миноуг впервые одержала победу на премии BRIT Awards в категории «Лучшая международная исполнительница», а Fever признали «Лучшим международным альбомом». В 2003 году Миноуг получила первую номинацию на премию «Грэмми» в категории «Лучшая танцевальная запись» за песню «Love at First Sight», а в следующем году в этой же номинации победила композиция «Come Into My World». Миноуг стала первой австралийской исполнительницей, одержавшей победу в главной категории «Грэмми», после группы Men at Work в 1983 году.
Успех альбома она закрепила в названии одной из трёх коллекций женского белья линии «Love Kylie» собственного дизайна: «Diva», «Vamp» и «Fever». Бельё в течение трёх лет продавалось только в Австралии, а в начале 2003 года было представлено в Великобритании.
В ноябре того же года вышел девятый альбом Миноуг Body Language. Диск получил преимущественно положительные отзывы, набрав 62 балла из 100 на агрегаторе Metacritic. Эта пластинка отличалась от предыдущих работ певицы отходом от диско и заметным влиянием на музыкальный стиль творчества Scritti Politti, The Human League, Adam and the Ants и Принса. В композициях также присутствовали элементы хип-хопа. В поддержку альбома Миноуг выступила в лондонском концертном зале Hammersmith Apollo с сольным концертом Money Can't Buy, на который могли попасть только приглашённые гости. Однако Body Language продавался хуже, чем его предшественник. В США в первую неделю продажи диска составили 43 000 экземпляров, а на второй неделе они значительно снизились. Тем не менее ведущему синглу «Slow» удалось возглавить хит-парады Австралии и Великобритании, а также американский клубный чарт. Композиция принесла Миноуг номинацию на «Грэмми» в категории «Лучшая танцевальная запись». Два других сингла с Body Language, «Red Blooded Woman» и «Chocolate», попали в первую десятку британского чарта. В конце 2003 года журнал Q назвал Body Language одним из лучших альбомов года.
Певица по-прежнему продолжала сниматься в кино. В 2000 году она сыграла одну из главных ролей в фильме «Образцовые люди» и в качестве саундтрека к нему записала кавер на песню Рассела Морриса «The Real Thing». В том же году она появилась в австралийской кинокартине «Режиссёрская версия», а на следующий год исполнила небольшую роль Зелёной Феи в фильме База Лурмана «Мулен Руж!». За эту роль в 2002 году Миноуг номинировалась на премию MTV Movie Award.
Кроме того, в сентябре 1999 года в издательстве Darenote. Ltd. Миноуг опубликовала свою первую художественную книгу Kylie в соавторстве со своим креативным директором Уильямом Бейкером. В 2002 году Миноуг и Бейкер выпустили вторую совместную книгу под названием Kylie: La La La.

### 2004—2009: Showgirl иX
В ноябре 2004 года Миноуг представила второй официальный сборник своих лучших песен Ultimate Kylie. Из альбома было выпущено два сингла: «I Believe in You» и «Giving You Up». Композиция «I Believe in You» была номинирована на премию «Грэмми» в категории «Лучшая танцевальная запись». В марте 2005 года Миноуг уехала в Европу с гастрольным туром Showgirl: The Greatest Hits Tour, после чего отправилась в Австралию для выступлений в рамках этой концертной программы. Вскоре в Мельбурне у певицы был диагностирован рак молочной железы, и ей пришлось прервать гастроли. В мае 2005 года она перенесла операцию по удалению раковой опухоли и начала лечение химиотерапией. В январе 2006 года было объявлено, что курс лечения подошёл к концу.
Во время борьбы с болезнью, в декабре 2005 года, Миноуг выпустила цифровой сингл «Over the Rainbow» с записью одного из концертных выступлений турне Showgirl. Тогда же она обратилась к новой для себя сфере деятельности в сотрудничестве с парфюмерно-косметической компанией Coty. Так, в ноябре 2005 года были созданы духи «Darling», в рамках промоушена которых был выпущен EP с тем же названием. Аромат пришёлся по вкусу покупателям, получив оценку самого продаваемого парфюма в Великобритании в конце 2006 года. В 2007 году к нему добавились духи Sweet Darling, а в 2008 — Sexy Darling. Позже ассортимент пополнился туалетной водой, включая Pink Sparkle, Couture и Inverse.
В ноябре 2006 года Миноуг вернулась к гастролям с новой поездкой Showgirl: The Homecoming Tour. Учитывая состояние здоровья певицы, постановку концертов немного изменили: была упрощена хореография, введены более длительные перерывы между отделениями, и Миноуг реже переодевалась для сцены. Тем не менее СМИ отметили, что певица выступала «энергично», а в Sydney Morning Herald назвали шоу «экстравагантным» и «не чем иным, как триумфом».
В ноябре 2007 года вышел десятый студийный альбом Миноуг, X, подготовленный с участием команды в составе Гая Чамберса, Кэти Деннис, Bloodshy & Avant и Кельвина Харриса. Пластинка набрала 65 баллов из 100 на сайте Metacritic. По мнению критиков, X не был «последовательным», а Крис Тру с сайта AllMusic назвал композиции диска «холодными, расчётливыми данс-поп-номерами». Альбом получил смешанные оценки в прессе: он вызвал неодобрение из-за банальности тематики, фоном для которой послужила борьба певицы с раком. Тем не менее X и его первый сингл «2 Hearts» возглавили австралийские хит-парады. В Великобритании альбом сначала покупали не очень активно, но вскоре его продажи возросли. Последующие синглы «In My Arms» и «Wow» попали в первую десятку британского чарта. X дебютировал под номером 139 в американском хит-параде Billboard 200 и закрепился на четвёртой строчке в чарте электронных альбомов; в первую неделю релиза в США было продано всего 6000 экземпляров. Несмотря на скромные продажи, диск был номинирован на премию «Грэмми» в категории «Лучший танцевальный/электронный альбом». Одновременно с гастрольной поездкой Showgirl: The Homecoming Tour, с 2006 по 2007 год, для поддержки альбома Миноуг снялась на телевидении в документальном фильме White Diamond и в The Kylie Show, в которое были включены её выступления и комедийные скетчи. В 2007 году Миноуг стала лицом испанской ювелирной фирмы Tous и внесла свой вклад в разработку украшений. Также она представляла шведский дом моды H&M и принимала участие в создании собственной коллекции купальников.
В мае 2008 года состоялись гастроли певицы по городам Европы в рамках тура KylieX2008. Его организация обошлась в десять миллионов фунтов, и, таким образом, он является самым дорогим турне Миноуг на сегодняшний день. Тем не менее вложения оправдались благодаря значительному интересу у публики, поддержанному доброжелательными отзывами рецензентов. В начале 2008 года на премии Brit Awards Миноуг победила в номинации «Лучшая международная исполнительница». В том же году она получила две государственные награды: в мае она была удостоена звания кавалера Ордена Искусств и литературы, младшей степени высшей французской награды в области культуры, после чего в июле принц Чарльз вручил ей инсигнии офицера ордена Британской Империи. В сентябре Миноуг впервые выступила на Ближнем Востоке в качестве хедлайнера на открытии Atlantis The Palm, эксклюзивного гостиничного курорта в Дубае, а в ноябре продолжила гастроли с концертной программой KylieX2008 в Южной Америке, Азии и Австралии. В общей сложности Миноуг посетила 21 страну. Мировое турне повсюду ожидал успех: продажи билетов составили 70 000 000 долларов.
В 2009 году Миноуг была приглашена соведущей — вместе с Джеймсом Корденом и Мэтью Хорном — церемонии вручения музыкальной премии Brit Awards, а осенью того же года она впервые отправилась на гастроли в Северную Америку с программой For You, for Me.
В кино в этот период Миноуг трижды сделала озвучку для персонажа Флоренц из анимационного фильма «Волшебное приключение», основанного на одноимённом телесериале: сначала она озвучила свою роль в 2002 году, потом — на следующий год перед прокатом мультфильма в 2005 году в Европе. В 2006 году она дала персонажу свой голос с американским акцентом для версии мультфильма в США, получившей название Doogal, и вдобавок записала для неё песню. Сборы мультфильма по всему миру составили 26 691 243 миллиона долларов. В 2007 году Миноуг сыграла Астрид Пет в рождественском эпизоде «Путешествие проклятых» телесериала «Доктор Кто»: этот эпизод собрал у экранов рекордную для тех лет аудиторию в 13,31 миллионов зрителей. Певица также появилась в индийском фильме «Голубая бездна» с исполнением песни Алла Ракха Рахмана и была признана самой высокооплачиваемой иностранной знаменитостью в истории Болливуда, получив за эту роль миллион долларов США.
В 2006 году Миноуг стала автором нового литературного сочинения: в октябре вышла из печати её книга для детей The Showgirl Princess, написанная в ходе выздоровления после рака. В неё вошли рисунки, которые певице присылали поклонники во время болезни.

### 2010—2012:AphroditeиThe Abbey Road Sessions
В июле 2010 года Миноуг выпустила одиннадцатый студийный альбом Aphrodite. Над пластинкой работали новые авторы и продюсеры, включая Стюарта Прайса, который выступил исполнительным продюсером альбома. В написании песен, помимо самой певицы и Стюарта Прайса, принимали участие Кельвин Харрис, Джейк Ширз, Нерина Паллот, Паскаль Габриэль, Лукас Секон, Тим Райс-Оксли и Kish Mauve. Пластинка получила положительные отзывы критиков. Тим Сендра с AllMusic отметил, что на диске «мало композиций, помимо песен о любви и радостных танцевальных гимнов», и что «пластинка преимущественно написана в хорошо удающемся Кайли „искромётном диско-попе“». Aphrodite дебютировал с первой строчки в британском чарте спустя ровно 22 года после того, как этот хит-парад возглавил её дебютный альбом. Первый сингл пластинки, «All the Lovers», оказался весьма успешным в чартах и стал 33-м синглом Миноуг, попавшим в первую десятку хит-парада Великобритании. Последующим синглам «Get Outta My Way», «Better Than Today» и «Put Your Hands Up» повторить успех не удалось, однако все четыре композиции возглавили американский танцевальный хит-парад.
В том же году Миноуг присоединилась к синтипоп-дуэту Hurts Миноуг для записи песни «Devotion» для дебютного альбома группы Happiness. В ноябре совместно с британским исполнителем Тайо Крусом она выпустила сингл «Higher». Композиция попала в первую двадцатку нескольких хит-парадов и возглавила американский танцевальный чарт. В то время пока «Higher» занимала третье место в танцевальном чарте, её опередила песня «Better Than Today», закрепившись на вершине хит-парада, и впервые за всю историю американского чарта две композиции одного исполнителя одновременно оказались в его первой тройке. В завершение своих релизов в 2010 году певица выпустила мини-альбом A Kylie Christmas с каверами рождественских песен, включая «Let It Snow» и «Santa Baby». В феврале 2011 года Миноуг отправилась в гастрольный тур Aphrodite: Les Folies Tour по городам Европы, Северной Америки, Азии, Австралии и Африки. Источником вдохновения для создания декораций для выступлений послужили греческая культура и история, в частности миф о рождении Афродиты, богини любви. Тур собрал кассу в 60 миллионов долларов США и встретил положительные отзывы критиков, высоко оценивших концепцию и постановку шоу. Издание Polistar поместило Aphrodite: Les Folies Tour на шестую позицию в своём списке лучших гастрольных туров первого полугодия, а в ежегодном рейтинге тур занял двадцать первую строчку.
В течение всего 2012 года Миноуг проводила мероприятия в честь своей 25-летней работы в музыкальной индустрии, которые получили название «K25». Празднования начались с концертной программы Anti Tour, проходившей в Великобритании и Австралии. На концертах Миноуг исполняла би-сайды, демки и простые песни со студийных альбомов. Тур был одобрительно принят в том числе за «интимную атмосферу» во время концертов и имел коммерческий успех, собрав два миллиона долларов с четырёх шоу. В мае Миноуг выпустила композицию «Timebomb», ставшую её девятым синглом, который возглавил американский танцевальный хит-парад. В июне вышел сборник лучших песен The Best of Kylie Minogue, а в октябре — бокс-сет синглов K25 Time Capsule. В течение года певица выступала на различных мероприятиях по всему миру, включая Сиднейский фестиваль «Марди Гра», концерт в честь бриллиантового юбилея королевы Елизаветы II и променадные концерты Би-Би-Си в Лондоне. В октябре из лондонской студии «Эбби-Роуд» вышел сборник The Abbey Road Sessions с версиями известных песен Миноуг в оркестровых аранжировках, спродюсированный Стивом Андерсоном и Колином Эллиотом. Он был хорошо принят критиками и дебютировал на второй строчке в британском хит-параде. В поддержку альбома было выпущено два сингла: «Flower» и «On a Night Like This».
В то же время Миноуг вернулась к съёмкам в кино, сыграв эпизодическую роль в американском независимом фильме «Джек и Диана». Для саундтрека к фильму Миноуг записала композицию «Whistle» совместно с исландской группой múm. Также она исполнила главную роль во французском фильме «Корпорация „Святые моторы“», где исполнила песню «Who Were We», написанную Нилом Хэнноном; песня номинировалась на International Online Cinema Awards. В 2012 году фильм «Джек и Диана» участвовал в конкурсной программе кинофестиваля Трайбека, а фильм «Корпорация „Святые моторы“» был показан на Каннском кинофестивале, на котором присутствовала певица.
Также Кайли Миноуг отметила 25-летний юбилей на музыкальной сцене выходом книги Kylie / Fashion в ноябре 2012 года при поддержке Уильяма Бейкера и Жан-Поль Готье.

### 2013—2016:Kiss Me OnceиKylie Christmas
В январе 2013 года Миноуг прекратила многолетнее сотрудничество с менеджером Терри Блэми, а в следующем месяце подписала контракт с компанией Roc Nation, которой передала управление своей музыкальной карьерой. В сентябре Миноуг в дуэте с итальянской певицей Лаурой Паузини записала композицию «Limpido». Песня пользовалась успехом в Италии и вскоре была номинирована на премию World Music Awards в категории «Лучшая песня мира». В том же месяце Миноуг пригласили наставницей третьего сезона британского шоу талантов The Voice на канале BBC One наряду с участником The Black Eyed Peas will.i.am, солистом Kaiser Chiefs Рики Уилсоном и певцом Сэром Томом Джонсом. В самом начале выхода в эфир шоу собрало 9,35 миллионов просмотров в Великобритании, заметно увеличив аудиторию по сравнению со вторым сезоном. В среднем шоу посмотрело около 8,1 миллионов зрителей. Критики хвалили судейство Миноуг и её личные качества на шоу: так, например, Эд Пауэр в газете The Daily Telegraph поставил премьере сезона три звезды, назвав Миноуг «очаровательной, приятной и любящей посмеяться, настоящим национальным достоянием». В ноябре Миноуг взяла на себя обязанности наставницы в третьем сезоне австралийской версии шоу The Voice.
В марте 2014 года вышел двенадцатый альбом Миноуг Kiss Me Once, выдержанный в стиле современной поп-музыки с элементами R&B и электронной танцевальной музыки. Многие музыкальные критики оценили релиз положительно. В записи диска принимали участие Сиа Ферлер, Майк Дель Рио, Cutfather, Фаррелл Уильямс, MNEK и Ариэль Речтсхайд. Kiss Me Once добрался до первой строчки в Австралии и до второй — в Великобритании. Всего с пластинки было выпущено два сингла: «Into the Blue» и «I Was Gonna Cancel». Однако ни одной из песен в первую десятку британского чарта попасть не удалось: «Into the Blue» добралась до 12-й строчки, а «I Was Gonna Cancel» — до 59-й. В апреле на пластинке с ограниченным тиражом в 1000 экземпляров вышел сингл «Golden Boy», сначала предназначенный для альбома Kiss Me Once, но не включённый впоследствии в его финальный трек-лист. В августе состоялось выступление Миноуг на церемонии закрытия Игр Содружества 2014, где она исполнила семь песен, а в сентябре певица отправилась в гастрольный тур Kiss Me Once Tour.
В январе 2015 года Миноуг записала с Джорджо Мородером композицию «Right Here, Right Now»; 18 апреля 2015 года эта песня стала 12-м синглом певицы, покорившей американский танцевальный хит-парад.
В марте контракт Миноуг с лейблом Parlophone подошёл к концу, и её будущие релизы в Австралии и Новой Зеландии остались за Warner Music Group. В том же месяце певица прекратила сотрудничество с компанией Roc Nation. В сентябре 2015 года Миноуг с музыкальным продюсером, музыкантом и автором песен Фернандо Гарибэем представили совместный мини-альбом Kylie + Garibay, спродюсированный Гарибэем и Джорджо Мородером. В ноябре Миноуг выпустила свой первый рождественский альбом Kylie Christmas; в делюкс-издание этой пластинки вошла композиция «100 Degrees», записанная ею дуэтом с сестрой Данни В том же месяце Миноуг вместе с Джейком Ширзом и Найлом Роджерсом приняла участие в записи трека группы Nervo «The Other Boys»; эта песня стала тринадцатым синглом Миноуг, возглавившим американский танцевальный чарт. В декабре Миноуг пригласили в качестве гостьи программы Desert Island Discs на радио BBC Radio 4, по условиям которой ей было предложено ответить на вопрос, какие музыкальные записи она взяла бы с собой на необитаемый остров. Миноуг сделала такой выбор: «Dancing Queen» группы ABBA, «Purple Rain» Принса и «Need You Tonight» группы INXS. В 2016 году певица записала кавер на песню «This Wheel's on Fire» для саундтрека к фильму «Просто потрясающе». В ноябре того же года она переиздала свой рождественский альбом Kylie Christmas под новым названием Kylie Christmas: Snow Queen Edition.
Для телевидения в апреле 2015 года Миноуг сыграла корреспондента Шону в двух эпизодах ситкома ABC Family «Молодые и голодные», а в мае исполнила роль Сьюзан Риддик в кинофильме «Разлом Сан-Андреас».

### 2017—2019:Golden,Step Back in Timeи Гластонбери
В феврале 2017 года Миноуг подписала контракт с лейблом BMG Rights Management для выпуска четырнадцатого студийного альбома. В конце года певица вместе с BMG заключила контракт с компанией Liberation Music, подразделением Mushroom Music Groups, для релиза пластинки в Австралии и Новой Зеландии. Альбом в стиле кантри-попа и танцевальной поп-музыки был подготовлен в сотрудничестве с Эми Уодж, Скаем Адамсом, DJ Fresh, Нэтаном Чапманом, Ричардом Стэннардом, The Invisible Men и Карен Пул. Миноуг принимала участие в написании каждой его песни. Сессии проходили в Лондоне, Лос-Анджелесе и Нэшвилле, и этот последний город певица в своём интервью отметила особо за то «глубокое воздействие», которое он оказывал на неё во время работы. 6 апреля 2018 года состоялся релиз пластинки под названием Golden. Она получила положительные отзывы критиков. Тим Сендра с сайта AllMusic назвал альбом «чертовски смелым» для Миноуг, долгожительницы сцены, заметив: «Что в этом альбоме и в самой Миноуг удивительно, это то, что певица выпускает музыку в стиле кантри так же легко, как и нью-вейв, диско, электро, баллады об убийстве и всё остальное, что она делала за свою долгую карьеру». Рецензент сайта musicOMH Хелен Кларк поставила диску четыре балла из пяти, высоко оценив способности Миноуг к написанию песен и продюсированию. Журналистка отметила, что «Golden стоит на одном уровне с лучшими записями певицы». По словам Кларк, «в мире одноразовой музыки рады возвращению Кайли», и певица «демонстрирует, как надо делать гламурную и умную поп-музыку». Первым синглом альбома была выпущена композиция «Dancing», а вторым синглом — песня «Stop Me from Falling». Golden дебютировал с первой строчки в хит-парадах Великобритании и Австралии, в результате чего певица продолжала возглавлять британский альбомный чарт четвёртое десятилетие подряд, с 1980-х по 2010-е годы. В марте в поддержку пластинки был организован промотур Kylie Presents Golden, а в сентябре Миноуг отправилась на гастроли с концертной программой Golden Tour.
28 июня 2019 года в честь 30-летия своей творческой деятельности Миноуг представила сборник лучших песен Step Back in Time: The Definitive Collection. Первым синглом была выпущена композиция «New York City», изначально записанная для альбома Golden, которая, однако, так и не попала на диск. Пластинка взлетела на вершины чартов Австралии и Великобритании и, таким образом, оказалась седьмым альбомом Миноуг, возглавившим британский хит-парад. 30 июня Миноуг впервые выступила на фестивале Гластонбери, спустя четырнадцать лет после того, как по причине заболевания раком в 2005 году она отказалась от участия в этом фестивале. На сцене к Миноуг на «Легендарном слоте» в качестве приглашённых исполнителей присоединились Ник Кейв и Крис Мартин. Её большое выступление на фестивале получило воодушевлённые отзывы рецензентов: так, в The Guardian его назвали «превосходным», «несравненным» и «феноменальным». Шоу Миноуг также вызвало горячий интерес среди фанатов певицы, причём на канале BBC оно стало самым просматриваемым концертом (собрав три миллиона зрителей и опередив ближайших конкурентов, группу The Killers, которая собрала 1,4 миллиона зрителей) и, как сообщалось, побило рекорд наиболее посещаемых концертов в истории фестиваля. За это выступление 3 сентября Миноуг была признана «Иконой» на премии журнала GQ «Люди года». 6 сентября состоялась премьера композиции «Really Don’t Like You», записанной ею в дуэте со шведской певицей Туве Лу. В декабре на канале Channel 4 прошло британское рождественское телешоу Kylie's Secret Night при непосредственном участии самой певицы, созданное в знак благодарности Миноуг её поклонникам.
Миноуг также пополнила свою фильмографию ролью первого плана в кинокартине «Горячие каникулы», вышедшей на экраны в январе 2018 года, а в 2019 году снялась в документальном фильме «Мистифицировать Майла Хатченса».
В декабре 2019 года вместе с теннисисткой Эшли Барти, комиком Адамом Хиллсом, крикетистом Шейном Уорном, пловцом Ианом Торпом и многими другими известными австралийцами приняла участие в рекламной кампании по продвижению туризма в Австралию для британцев, при бюджете в 15 млн ф.с. стала крупнейшей инвестицией в продвижение Австралии в Великобритании более чем за десятилетие.

### 2020—настоящее время:DiscoиTension
В мае 2019 года после выступления на фестивале «Гластонбери» в одном из интервью Миноуг рассказала о намерении приступить к работе над пятнадцатым студийным альбомом, который будет выдержан в стиле «поп-диско». В марте 2020 года стало известно, что Миноуг записывает новую пластинку в сотрудничестве с рядом продюсеров, в число которых вошли Скай Адамс, Мэган Коттон, Mousse T., Алекс Гаудино и другие. В апреле, в период карантина, введённого из-за пандемии коронавирусной инфекции COVID-19, певица сообщила, что продолжает работать над альбомом в домашней студии звукозаписи. В мае руководитель лейбла BMG рассказал, что помимо написания песен, Миноуг также изучает музыкальное программное обеспечение Logic Pro.
21 июля Миноуг анонсировала альбом под названием Disco. 23 июля вышел первый сингл в поддержку пластинки «Say Something». 24 сентября состоялась премьера второго сингла «Magic», а 23 октября вышла композиция «I Love It». Релиз самой пластинки состоялся 6 ноября. Disco занял первую строчку в британском чарте, что позволило Миноуг стать первой исполнительницей, чьи альбомы возглавляли хит-парад пять десятилетий подряд. 7 ноября в поддержку пластинки состоялся онлайн-концерт Infinite Disco. 5 декабря на шоу Грэма Нортона Saturday Morning Show на BBC Radio 2 Миноуг анонсировала третий сингл с Disco — «Real Groove». 31 декабря на стриминговых платформах состоялась премьера ремикса на эту песню, получившего название «Studio 2054 Remix», при участии британской певицы Дуа Липы.
11 июня 2021 года Миноуг выпустила кавер-версию композиции Леди Гаги «Marry the Night», которая вошла в переиздание альбома Леди Гаги Born This Way. В октябре певица анонсировала переиздание альбома Disco под названием Guest List Edition, релиз которого состоялся 12 ноября. В обновлённую версию пластинки, состоящую из двух дисков, вошли как оригинальные композиции, так и новые версии треков, записанные с другими исполнителями. 6 октября, за месяц до релиза переиздания Disco, состоялась премьера песни «A Second to Midnight», исполненной совместно с группой Years & Years. В тот же день на эту композицию был представлен видеоклип. 29 октября Миноуг выпустила композицию «Kiss of Life», в записи которой приняла участие певица Джесси Уэр.
1 апреля 2022 года Миноуг и Глория Гейнор выпустили клип на песню «Can’t Stop Writing Songs About You», которая вошла в переиздание альбома Disco Guest List Edition. 22 июля Миноуг представила видео на трек «Miss a Thing» с альбома Disco. 29 июля Миноуг и Джейсон Донован сыграли Шарлин и Скотта в последнем эпизоде сериала «Соседи». В августе глава BMG Records Алистар Норбери в интервью журналу Headliner Magazine рассказал, что Миноуг работает над шестнадцатым студийным альбомом, который выйдет в первой половине 2023 года.
24 февраля 2023 года Миноуг выступила на открытии Всемирного прайд-парада в Сиднее. Во время исполнения композиции «All the Lovers» на сцене к ней присоединилась её сестра Данни. 5 апреля певица выпустила сингл «10 Out Of 10», записанный совместно с нидерландским диджеем и продюсером Оливером Хелденсом. 12 мая Миноуг анонсировала свой шестнадцатый альбом Tension, релиз которого состоялся 22 сентября 2023 года. В записи диска принимали участие Ричард Стэннард и Дак Блэквелл, с которым исполнительница работала над альбомом Disco. 18 мая в эфире британской радиостанции BBC Radio 2 состоялась премьера сингла «Padam Padam» в поддержку Tension. В тот же день на официальном канале певицы в YouTube был представлен видеоклип на эту композицию. «Padam Padam» стала самым продаваемым синглом Миноуг с 2004 года; кроме того, композиция приобрела популярность в социальной сети TikTok, что позволило привлечь внимание представителей Поколения Z к творчеству певицы. 31 августа Миноуг выпустила второй сингл в поддержку альбома «Tension», а 1 сентября состоялась премьера клипа.

## Творчество и артистизм

### Влияние
На вопрос американского музыкального канала VH1 о формировании музыкального вкуса певицы Миноуг ответила: «Я увлеклась поп-музыкой в 1981 году. Я бы сказала, тогда меня интересовали только Принс, Adam + the ants, весь тот период „новой романтики“. До этого были Jackson 5, Донна Саммер и пластинки моего отца: The Stones и The Beatles». В детстве Миноуг имела обыкновение петь, держа перед собой щётку для волос вместо микрофона, представляя себя популярной в то время певицей Оливией Ньютон-Джон. Она также любила песни группы ABBA. Позже на творчество певицы немалое влияние оказала Мадонна: в частности, во время записи альбома Rhythm of Love Миноуг, по её признанию, вдохновлялась пластинкой Мадонны Like a Prayer (1989). Бывший продюсер Миноуг Пит Уотерман, вспоминая Миноуг в первые годы её успеха, рассказывал: «Она поставила перед собой цель стать новым Принсом или Мадонной… Меня удивляло то, что по продажам она опережала Мадонну в четыре раза, но всё равно хотела ею быть».
Из музыкантов, с которыми она сотрудничала, Миноуг выделяет Ника Кейва, побудившего её к развитию артистических способностей. Автор Шон Смит отметил, что «Кейв оказал на неё большое творческое влияние, а композиция „Where The Wild Roses Grow“ — одна из её любимых». В интервью The Guardian певица сказала: «Он, безусловно, изменил мою жизнь замечательным и кардинальным образом». Во время записи четырнадцатого альбома Golden Миноуг искала вдохновение в творчестве американской кантри-певицы Долли Партон, и его стиль она назвала «Долли Партон на танцполе». На Миноуг также оказывали влияние Кэти Деннис, D Mob, Scritti Politti, Бьорк, Tricky, U2, Pizzicato Five и другие.

### Музыкальный стиль
В музыкальном плане Миноуг работала во многих жанрах поп-музыки и танцевальной музыки. Однако наиболее характерным для неё музыкальным стилем всегда оставалось современное диско. По словам Фионы Макдональд из журнала Madison, Кайли «никогда не отказывалась от принятия некоторых смелых, но сомнительных творческих решений». Известность на музыкальной сцене пришла к Миноуг как к исполнительнице песен в стиле бабблгам-поп и первое время она считалась «продуктом фабрики звёзд Стока-Эйткена-Уотермана». Музыкальные критики в отзывах на первые два альбома Миноуг отмечали зависимость певицы от продюсерской команды и зацикленность на звучании 1980-х годов. Третий сольный альбом Миноуг Rhythm of Love отличается переходом от бабблгам-попа в сторону более современного танцевального звучания, в то время как её четвёртая пластинка Let’s Get to It характеризуется сочетанием нью-джек-свинга, хип-хопа и хауса. В пятый альбом певицы Kylie Minogue вошли композиции в стиле танцевальной поп-музыки с элементами R&B и adult contemporary.
Шестой студийный альбом Миноуг Impossible Princess в музыкальном плане отличается от предыдущих работ певицы значительным влиянием трип-хопа и техно, а также сильным «гитарным звучанием» многих композиций. Сэл Чинквемани в журнале Slant писал, что певица вдохновлялась «как брит-попом, так и направлениями в электронной музыке середины 1990-х», и, сравнивая альбом Миноуг Impossible Princess с пластинкой Мадонны Ray of Light, он добавил, что в то же время это «альбом исполнительницы, желающей рисковать». Решив вернуться к более мейнстримной танцевальной поп-музыке, Миноуг записала альбомы Light Years и Fever. Рецензенты особенно отмечали высокое качество музыкального материала и стилевое разнообразие релизов, варьирующихся от переработок диско и хауса до влияний евро-попа и фанка. Значительное влияние на стиль девятой пластинки Миноуг Body Language оказали синти-поп, электроника и хип-хоп. Десятый альбом Миноуг X был выдержан в стилях данс-попа и электропопа с присутствием элементов поп-рока и R&B. Одиннадцатый и двенадцатый альбомы Миноуг Aphrodite и Kiss Me Once ознаменовали возвращение Миноуг к современной поп-музыке, ранее преобладавшей на альбомах Light Years и Fever. В тринадцатый студийный релиз певицы Kylie Christmas вошли рождественские песни в стиле диско и EDM, в то время как вдохновением для четырнадцатого альбома Миноуг Golden послужило кантри, при этом на пластинке сохраняется влияние данс-попа. Сэл Чинквемани из журнала Slant высказал мнение, что «Golden ещё больше укрепляет рисковую репутацию певицы и искусно готовит почву для её неизбежного возвращения к стилю диско». Golden также был подвергнут критике из-за подражания более молодым артистам и неудачной эксплуатации отдельных музыкальных стилей.

### Тексты песен
Авторами практически всех композиций первых двух студийных альбомов Миноуг являются Сток, Эйткен и Уотерман. По словам Миноуг, песни для дебютного диска выбирали исключительно продюсеры. Сама же она хотела записать что-то более «дерзкое» в стиле R&B, но Пит Уотерман не поддержал эту идею. Певица также утверждала, что чувствовала себя отстранённой от этого альбома, поскольку он звучал не так, как она хотела. Третья пластинка Rhythm of Love стала первым релизом Миноуг, в который вошли песни, написанные ею самой. Помимо Стока, Эйткена и Уотермана, в записи диска принимали участие и продюсеры из США: Кит Коэн, Майкл Джей и Стивен Брей. Крис Тру высказал мнение, что тексты песен этого альбома выглядят убедительно, а запись — динамично. В дальнейшем Миноуг продолжила писать песни для своих следующих релизов. Так, для Let’s Get to It она написала шесть треков, а для альбома Kylie Minogue — восемь, но в финальный трек-лист попала всего лишь одна из них — композиция «Automatic Love». «Мне нравится писать песни, но, когда вокруг потрясающие авторы, мне не приходится этим заниматься. Я никогда не предпочту композицию собственного сочинения другой песне только потому, что её написала я. Побеждает лучшая песня», — говорила Миноуг. Крис Тру в ретроспективном отзыве на Impossible Princess отметил творческий рост певицы как автора песен.
Тематика песен Миноуг чаще всего строится вокруг любви и романтических отношений. Мэтью Линдсей из журнала Classic Pop отметил, что композиции дебютного альбома повествуют о расставании, предательстве и разочаровании. Начиная с записи шестого альбома Impossible Princess в её композициях происходят изменения. Певица стала подходить к написанию текстов более серьёзно. Миноуг писала стихи и до записи этой пластинки, но, по её мнению, они были «без риска, просто аккуратно срифмованные слова, и всё». Композиции пластинки повествуют о самопознании Миноуг после серии поездок в Азию, Америку и Австралазию, а также в них затрагиваются темы свободы самовыражения, отношений и эмоций. В следующих работах Миноуг затрагивались такие темы, как любовь, танцы, веселье и секс. По словам певицы, для своего четырнадцатого альбома Golden она писала песни без предварительного замысла и посчитала, что тексты вышли более «аутентичными» и «повествовательными», чем её предыдущие композиции.

### Голос
Певческий голос Кайли Миноуг — сопрано, исполнительница имеет вокальный диапазон в 3 октавы. В начале карьеры Миноуг часто подвергалась критике за слабые вокальные данные. После выпуска дебютного альбома певица считала, что ей необходимо работать над своей техникой. Она признавала, что знает свои слабые стороны, и хотела «петь лучше». Критики отмечали, что в песне «Look My Way» её голосу «требуется больше силы», но он звучит «намного теплее и более душевно», в отличие от её исполнения типовых композиций Стока, Эйткена и Уотермана. В отзывах на второй и третий студийные альбомы Миноуг некоторые критики отмечали, что голос исполнительницы приобрёл силу и уверенность, но были и те, кто не разделял эту точку зрения. В отзыве на пятый альбом Миноуг Сэл Чинквемани высказал мнение, что, несмотря на «отсутствие у Миноуг вокального мастерства для того, чтобы выводить некоторые из песен», «она восхитительно поёт на пределе своих вокальных возможностей в наполненных звуками скрипок „Dangerous Game“ и „Automatic Love“». Стив Андерсон, с которым Миноуг работала над пластинкой, рассказывал, что когда они только начали записывать, она пела в нос — «её голос с носовым призвуком был в духе PWL», — но в процессе работы певица стала петь уверенней.
В рецензиях на пластинку Impossible Princess был отмечен вокальный прогресс исполнительницы и увеличение диапазона её голоса, а Сэл Чинквемани обратил внимание на то, что Миноуг знает все свои вокальные возможности и недостатки и её голос умело «не покидает зону своего комфорта». Джейсон Томпсон с сайта PopMatters высказал мнение, что несмотря на то, что Миноуг никогда не отличалась сильным голосом, «она прекрасно поёт и знает, как выразить себя через неотразимые мелодии и соблазнительную эмоциональность». В обзорах альбомов Fever и Body Language критики обратили внимание на чрезмерную обработку вокала исполнительницы. В рецензии на сборник The Abbey Road Sessions Мэтью Хортон из Virgin Media написал, что Кайли «поёт тёплым и пленительным голосом», и заметил, что иногда в её голосе «слышатся лёгкие носовые призвуки», в то время как Кэмерон Адамс в газете Herald Sun назвал этот диск самым вокальным альбомом Миноуг на сегодняшний день. Майкл Уилтон в отзыве на выступление Миноуг в рамках тура Anti Tour подчеркнул, что, «хотя Кайли не войдёт в историю как одна из лучших поп-вокалисток, её способность владеть голосом и вокальная подача значительно улучшились, и по большей части она превзошла, возможно, даже свои собственные ожидания». В рецензии к альбому Aphrodite Тим Сендра высказал мнение, что «немного гнусавое пение идеально отвечает её образу девчонки из соседнего двора». Критик также отметил, что в основе голосовых данных певицы лежит не сила, а теплота, которую она привносит в свои наиболее личные записи.

## Публичный имидж
Кайли Миноуг часто изменяла как свой музыкальный стиль, так и свой сценический образ. Лариса Дубецки из газеты The Age назвала певицу «матерью перевоплощения», заметив: «Знаменитости, как и акулы, не могут оставаться на одном месте: они должны всё время двигаться или умереть. Кайли обошла своих давних недоброжелателей, создав десяток характеров». Шон Смит предположил, что секрет популярности Миноуг «заключается в её способности менять имидж всякий раз, когда ей это нужно». Аналогично, Мэтт Бэгвелл из The Huffington Post высказал мнение, что ключом продолжающегося успеха певицы являются её «постоянные переосмысления». Ли Барон в своей статье отметил, что Миноуг станет очередным примером преобразования образа в поп-музыке с её постоянно меняющимся имиджем.
Некоторое время в начале карьеры Миноуг испытывала трудности из-за того, что её воспринимали как «искусственно созданную поп-звезду, эксплуатирующую образ, принятый ею во время съёмок в сериале „Соседи“». Сама Миноуг согласилась с этой оценкой, оправдывая её так: «Если ты являешься частью рекорд-лейбла, я думаю, что в какой-то степени можно справедливо сказать, что ты искусственно созданный продукт. Ты сама продукт и продаёшь продукт. Это не означает, что у тебя нет таланта и ты не можешь принимать творческие и деловые решения о том, что ты будешь или не будешь делать и куда тебе двигаться».
Выгодное для себя образное решение Миноуг подбирала в фотостудиях. В 1993 году Баз Лурман познакомил её с фотографом Бертом Штерном, известным по работе с Мэрилин Монро. Штерн, фотографировавший певицу в Лос-Анджелесе, сравнил её с легендарной киноактрисой, заметив, что в Миноуг так же сочетаются беззащитность и эротизм. В дальнейшем Миноуг также обращалась к фотографам для создания нового «образа», и полученные фотографии появлялись в различных журналах, от современного The Face до более искушённых Vogue и Vanity Fair, делая таким образом лицо и имя Миноуг известным широкому кругу людей. Стилист Кайли Миноуг, Уильям Бэйкер, предположил, что это одна из причин, по которой она вошла в массовую поп-культуру намного успешнее, чем другие поп-певицы, озабоченные прежде всего продажами записей.
Смена имиджа и переход от непосредственной «девочки с соседнего двора» к более утончённой исполнительнице с кокетливым и игривым образом помогали Миноуг удерживать позиции в шоу-бизнесе и привлекать новых поклонников. После выпуска третьего альбома певица «начала менять свой милый образ в стиле бабблгам-попа на более зрелый и, в свою очередь, более сексуальный». По мнению Криса Тру, в период отношений с Майклом Хатченсом «потеря её почти целомудренного образа, который преобладал в её первых двух альбомах, начала оказывать влияние не только на то, как пресса и поклонники к ней относились, но и на эволюцию её музыки». В 2000 году после выхода видеоклипа «Spinning Around» Миноуг стали называть в прессе «SexKylie», и сексуальность стала более выраженным элементом в её последующих клипах. В сентябре 2002 года певица заняла 27-ю строчку в списке «100 самых сексуальных исполнителей» по версии канала VH1, а в 2003 году она была признана самой сексуальной знаменитостью на музыкальной сцене, согласно опросу того же телеканала. Американский журнал Men’s Health назвал певицу одной из «100 самых горячих женщин за всё время». Однако её стилист Уильям Бейкер считал статус секс-символа «палкой о двух концах», отметив, что они с Кайли Миноуг старались использовать её сексуальную привлекательность во благо музыке и ради продаж записей, но «теперь существует опасность того, что сексуальность отодвинет на задний план Кайли как поп-певицу, а Кайли — именно поп-певица».
В журнале People отметили, что Миноуг «замечательно удаётся сочетать в себе образ утончённой женщины и статус мировой поп-звезды». По мнению обозревателя журнала, певица всегда одевалась «с иголочки», и в её одежде была «неповторимая изюминка», «будь то причудливый выбор обуви, тренча, лежащего на плечах, или неожиданного пояса». Фиона Приор из BBC News подчеркнула, что «дизайнеры лезли из кожи вон, создавая для неё наряды». Дизайнер Питер Морриси поделился мнением, что, в отличие от многих людей, которые носят дизайнерские наряды, чтобы произвести впечатление на окружающих, Миноуг всегда подбирала для себя одежду с целью самовыражения. По словам стилиста Николь Бонитон-Хайнс, «эволюция её стиля в значительной степени происходила наряду с её эволюцией как человека. Из милой молодой девушки она превратилась в сексуальную, уверенную в себе женщину. И сделала она это по-настоящему. Всё это было на самом деле — она выросла на наших глазах».
На протяжении всей карьеры Кайли Миноуг часто сравнивали с Мадонной. В 1991 году гастрольный тур Миноуг Rhythm of Love был раскритикован по причине сильного сходства с туром Blond Ambition World Tour американской звезды, за что критики назвали певицу подражательницей Мадонны. Вместе с тем Кэти Маккейб, отметив в газете The Telegraph, что Миноуг и Мадонна имеют похожий стиль в музыке и в одежде, сделала вывод, что они «находятся на разных концах шкалы поп-культуры по уровню эпатажа. Клипы Миноуг могут кого-то шокировать, но Мадонна разжигает полемику на тему религии и политики как никто другой из артистов на планете… Просто Мадонна — тёмная сила, Кайли — светлая». В журнале Rolling Stone было высказано мнение, что, за исключением США, Миноуг во всём мире считается «культовой фигурой, конкурирующей с Мадонной». Как и Мадонна, Миноуг не была виртуозной исполнительницей, а умело угадывала тренды. Сама Миноуг говорила о Мадонне такими словами: «Её огромное влияние во всём мире, поп-музыке и моде означало, что я не могла оставаться в стороне от тенденций, которые она создала. Я действительно восхищаюсь Мадонной, но она прежде всего поставила в трудное положение таких исполнителей, как я: она уже сделала всё, что можно было сделать». Также она заявила: «Мадонна — поп-королева, а я принцесса, и я этим вполне довольна».
Свидетельством мировой популярности певицы являются несколько её изображений в воске и в бронзе. В январе 2007 года в музее мадам Тюссо была представлена четвёртая по счёту восковая копия Миноуг: большее количество имеется только у Елизаветы II. В том же месяце на «Площади славы» Уэмбли Арены появился бронзовый слепок рук певицы. 23 ноября 2007 года в районе Мельбурна Докландс в постоянной экспозиции была представлена бронзовая фигура Миноуг.
В Великобритании, где долгие годы Миноуг живёт и работает, в 2001 году она возглавила список великих женщин Уэльса всех времён, составленный академиком Валлийского университета Терри Бревертоном. В марте 2010 года в результате проведённого Millward Brown исследования партнёрских отношений знаменитостей и брендов певица оказалась «самой влиятельной знаменитостью в Великобритании». Марк Хасек, руководитель этой компании, прокомментировал: «Кайли часто считают в Британии почти своей. Люди её знают, любят, и она окружена доброжелательным интересом».
Кайли Миноуг также считается одной из самых популярных знаменитостей в ЛГБТ-сообществе, представители которого удостоили её титула гей-иконы. В 2007 году певица заняла первое место в списке «гомосексуальной иконы всех времён», составленном по результатам опроса сайта OnePoll, а в 2009 году она стала «иконой геев» у читателей британского журнала Gay Times. Миноуг, по её словам, впервые узнала о своей гей-аудитории в 1988 году, когда несколько дрэг-квинс выступали под её музыку в сиднейском пабе, а позже она увидела аналогичное шоу в Мельбурне. Она поощряла интерес к себе: «Моя гей-аудитория была со мной с самого начала… Они как бы признали меня своей», но объясняла: «Я не традиционная гей-икона. В моей жизни не было трагедии, только трагическая атрибутика». «Признательность такой аудитории» побудила её выступать на гей-площадках по всему миру, а также возглавлять Сиднейский фестиваль «Марди Гра» в 1994 году. Автор Константин Чаципапатеодоридис в Strike a Pose, Forever: The Legacy of Vogue… дал следующую характеристику привлекательности Миноуг среди гомосексуальных мужчин: «Она интегрирует в свою экстравагантность темы, близкие к кэмпу, заимствованные главным образом с диско-сцены, из культуры S/M и бурлеска». Марк Бреннан в Beautiful Things in Popular Culture (2007) высказал мнение, что Миноуг «предлагает великолепный вариант эскапизма».

## Влияние на популярную культуру
Кайли Миноуг было присвоено несколько эпитетов в поп-музыке. В 2000 году в газете Birmingham Post написали: «Давным-давно, задолго до появления Бритни, Кристины, Джессики или Мэнди, поп-принцессой на вершине чартов была австралийская певица Кайли Миноуг. Ещё в 1988 году её сингл „I Should Be So Lucky“ пять недель подряд провёл на первом месте, сделав её самой успешной исполнительницей в британских хит-парадах с тринадцатью записями подряд в первой десятке». Креативный директор Уильям Бейкер, рассказывая о песне «Better the Devil You Know», прокомментировал: «Трек хорошо перенёсся на танцполы и стал глашатаем долгого правления Кайли в качестве новой королевы диско… поп-принцессы». Эверетт Тру из The Guardian высказал мнение, что успех композиции «Can’t Get You Out of My Head» изменил отношение «серьёзных» критиков к поп-музыке: теперь сфабрикованные продюсерами поделки приобрели постмодернистскую респектабельность, а «искусственную» (женскую) поп-музыку приравняли к «настоящему» (мужскому) року; в обоих жанрах находят сильные и слабые стороны. Джон О’Брайен с сайта AllMusic в рецензии к бокс-сету Kylie: The Albums 2000–2010 заявил, что на диске «более чем достаточно моментов, чтобы оправдать её позицию одной из лучших поп-принцесс всех времён». Тим Сендра в обзоре на сборник The Best of Kylie Minogue назвал Миноуг «лучшей поп-певицей своей эпохи». В прессе певицу также иногда называют «Богиней поп-музыки/Поп-Богиней».
Кайли Миноуг оказала влияние как на музыкальных исполнителей, так и на других деятелей искусства. Американская фотомодель и светская львица Пэрис Хилтон в своих интервью часто говорила, что является большой поклонницей Миноуг и что хотела бы записать вместе с ней совместный альбом. Такие исполнители, как Дуа Липа, Элис Чейтер, Рина Саваяма, Ким Петрас, Мелани Си, September, Диана Викерс, Slayyyter, Паблло Виттар и The Veronicas, отмечали влияние Миноуг на их музыкальный стиль. Американский поэт Кевин Киллан, вдохновившись творчеством Миноуг, написал две книги: Action Kylie и Impossible Princess. В 2001 году австралийская художница Кэти Темин посвятила певице свою инсталляцию, представленную в Музее современного искусства Австралии, а также несколько других работ. В 2007 году французский авангард-гитарист Ноэль Акшоте выпустил альбом So Lucky, в который вошли сольно сыгранные гитарные версии песен Миноуг.
Влияние Миноуг вышло за пределы поп-музыки. Певицу называли «иконой стиля», законодателем мод. По словам Паулы Джой из The Sydney Morning Herald, «сочетание её образа и музыки внесло огромный вклад в стиль духа нашего времени». В 2001 году на церемонии награждения Elle Style Awards Миноуг было присвоено звание самой стильной певицы года. Линия нижнего белья «Love Kylie» пользовалась популярностью как у покупателей, так и среди других знаменитостей. Золотые облегающие шорты из клипа «Spinning Around», благодаря которым видео имело успех в 2000 году, были признаны «культовыми» и стали «торговой маркой» певицы. В 2014 году сеть британских магазинов Debenhams поместила эти шорты на первую строчку в списке десяти культовых нарядов знаменитостей, оказавших влияние на сегодняшнюю моду и понимание стиля. Эрнест Масиас из Entertainment Weekly отметил, что «Миноуг зарекомендовала себя как вечную икону с особым чувством стиля и неподражаемым диско-поп-звучанием». Фиона Макдональд из журнала Madison назвала Миноуг «иконой, одной из немногих певиц, которых весь мир знает по имени. И всё же, несмотря на то, что она стала мировой суперзвездой в музыке, иконой стиля и почётной британкой, Кайли всё ещё звучит настолько же по-австралийски, как запах эвкалипта или барбекю в жаркий день». Дино Скатена из The Sydney Morning Herald высказал мнение, что четверть века назад взаимосвязанные события изменили австралийскую поп-культуру, превратив 19-летнюю актрису мыльных опер из Мельбурна в мировую поп-икону. Скатена задавался вопросом: «Кто бы мог подумать, что эта миниатюрная простодушная звезда „Соседей“ с плохой „химией“ в стиле 80-х и сомнительными вокальными данными станет самой успешной австралийской исполнительницей и признанной во всём мире иконой стиля?».

## Признание
Миноуг является обладательницей ряда наград, включая две «Грэмми», три Brit Awards, семнадцать ARIA Music Awards, две MTV Video Music Awards и две MTV Europe Music Awards. Певица шесть раз становилась лауреатом премии Mo Awards; она дважды удостаивалась награды «Австралийский исполнитель года» в 2001 и 2003 году. В 2007 году Кайли Миноуг стала первой женщиной, удостоенной премии Music Industry Awards в признание её 20-летней карьеры, и была провозглашена «иконой поп-музыки и стиля». В апреле 2017 года Британо-Австралийское Общество наградило Миноуг премией за 2016 год за выдающийся вклад в улучшение отношений и взаимопонимание между этими странами с формулировкой: «В знак признательности за значимый вклад в британско-австралийские отношения знаменитой певице, композитору, актрисе, предпринимательнице и знаменитости, известной в обеих странах». О присвоении премии было объявлено во время приёма в Доме Австралии, церемония награждения состоялась на следующий день в Виндзорском замке при участии принца Филиппа, покровителя общества.
В июне 2012 года в Official Charts Company опубликовали рейтинг наиболее успешных исполнителей всех времён по продажам синглов; Кайли Миноуг заняла в этом списке 12-е место. В октябре того же года Миноуг заняла третью строчку в рейтинге самых коммерчески успешных исполнительниц в Великобритании; продажи её синглов составили 10,2 миллионов экземпляров. По данным Британской ассоциации производителей фонограмм Миноуг в общей сложности имеет 27 сертифицированных записей. Согласно журналу Billboard, по состоянию на 2013 год по всему миру было продано свыше 70 миллионов записей певицы. По другим источникам, количество проданных пластинок составляет более 60 миллионов экземпляров. В 1988 году Кайли Миноуг стала самой молодой исполнительницей, чей дебютный альбом возглавил британский хит-парад. В 2004 году Миноуг держала рекорд за наибольшее количество синглов, возглавлявших хит-парады Австралийской ассоциации звукозаписывающих компаний (ARIA). В общей сложности их насчитывалось девять.
В январе 2011 года Миноуг была занесена в Книгу рекордов Гиннесса как певица, чьи альбомы находились в первой пятёрке британских хит-парадов наибольшее количество десятилетий подряд. В ноябре того же года на 25-й церемонии награждения ARIA Music Awards певица была включена в Зал славы Австралийской ассоциации звукозаписывающих компаний. В феврале 2012 года канал VH1 поместил Миноуг на 47-ю строчку в рейтинге «100 величайших женщин в музыке» и на 49-ю в списке «50 величайших женщин эпохи видео». В декабре 2016 года журнал Billboard назвал Миноуг 18-й самой успешной исполнительницей танцевальной музыки всех времён. Паула Джой из The Sydney Morning Herald назвала Миноуг «самой успешной австралийской исполнительницей за всё время». Телеканал Channel 4 назвал певицу одной из самых величайших поп-звёзд в мире.
Песни Миноуг часто занимали первые места в крупнейших музыкальных чартах и рейтингах известных изданий. В 2011 году певица вошла в историю музыкальной индустрии США: две её песни, «Better than Today» и «Higher», находились одновременно в первой тройке американского танцевального чарта, занимая в хит-параде первую и третью строчку, соответственно. В том же году композиция «I Should Be So Lucky» вошла в список Национального архива фото- и аудиодокументов «Звуки Австралии». В январе 2012 года журнал NME поставил сингл «Can’t Get You Out of My Head» на четвёртое место в рейтинге величайших поп-песен в истории. Согласно опросу PRS for Music, «Can’t Get You Out Of My Head» является самой проигрываемой песней в 2000-х годах. В 2016 году композиция заняла второе место в списке самых привязчивых песен, составленном по результатам исследований учёных из Лондонского университета, Тюбингенского университета и других научных центров. В Великобритании она была признана третьим самым продаваемым синглом и самой проигрываемой песней в этой стране в 2001 году. Музыкальный сервис Yahoo! Music поместил композицию на 20-е место в своём рейтинге самых продаваемых синглов 2000-х годов". По состоянию на 2012 год «Can’t Get You Out Of My Head» занимала 72-ю строчку в рейтинге 100 самых продаваемых синглов Великобритании всех времён. В мае 2020 года The Guardian поместил эту композицию на 17-е место в рейтинге 100 величайших синглов, возглавлявших британский хит-парад.
Согласно рейтингу Sunday Times Rich List, в 2016 году финансовое состояние Миноуг составляло 55 миллионов фунтов.
Государственные награды
- Медаль Столетия (Австралия, 1 января 2001) — «за выдающиеся заслуги в музыкальной индустрии»[503].
- Орден Британской империи степени офицера гражданского дивизиона (Великобритания, 29 декабря 2007) — «за заслуги в музыке»[504].
- Орден Искусств и литературы степени кавалера (Франция, 5 мая 2008)[505].
- Орден Австралии степени офицера (Австралия, 26 января 2019) — «за выдающиеся заслуги в исполнительском искусстве в качестве артиста и исполнителя на национальных и иностранных звукозаписывающих площадках»[506].

## Личная жизнь
У Кайли Миноуг есть младший брат Брендон, который работает телеоператором в Австралии, и младшая сестра Данни — австралийская певица и телеведущая.
С 1986 по 1989 год Кайли Миноуг состояла в отношениях с актёром Джейсоном Донованом, с которым снималась в сериале «Соседи». В июле 1987 года певица познакомилась с вокалистом группы INXS Майклом Хатченсом, в сентябре 1989 года в Гонконге между ними завязались романтические отношения, а в 1991 году пара рассталась. Тем не менее они оставались друзьями вплоть до смерти Хатченса в 1997 году. В 1995 году Миноуг начала встречаться с французским фотографом Стефаном Сенауи, который вдохновлял её на развитие творческих способностей. В октябре 1997 года их отношения завершились. В марте 2000 года её заметили в обществе модели Джеймса Гудинга, а в мае 2002 года было объявлено об их расставании. В 2003 году на церемонии «Грэмми» певица познакомилась с французским актёром Оливье Мартинесом. Она рассталась с ним в феврале 2007 года, объяснив это тем, что «расстроилась из-за ложных обвинений СМИ в его неверности», при этом она осталась благодарна Мартинесу за поддержку в период её борьбы с раком. С 2008 по 2013 год Миноуг встречалась с моделью и актёром Андресом Веленкосо. В ноябре 2015 года стало известно об отношениях Миноуг с британским актёром Джошуа Сассом. 20 февраля 2016 года газета The Daily Telegraph в рубрике «Предстоящие свадьбы» сообщила об их помолвке, но через год певица эту помолвку аннулировала по причине измены бывшего жениха. С февраля 2018 года её возлюбленным являлся креативный директор британского издания журнала GQ Пол Соломонс. В начале февраля 2021 года стало известно о помолвке пары. В феврале 2023 года появилась информация о расставании Миноуг с Соломонсом.
Певица никогда не была замужем и не имеет детей.

### Гражданство и место жительства
Будучи уроженкой Австралии, с начала 1990-х годов Миноуг жила и работала в Великобритании, и вскоре получила британский паспорт, имея таким образом двойное гражданство. В середине 2000-х годов певица некоторое время проживала в Париже, поскольку состояла в отношениях с французским актёром Оливье Мартинесом. В 2021 году Миноуг приняла решение вернуться в родную Австралию, чтобы быть ближе к семье.

### Здоровье
В мае 2005 года у 36-летней Кайли Миноуг был диагностирован рак молочной железы. В связи с этим певица была вынуждена прервать гастрольный тур Showgirl: The Greatest Hits Tour и отменить выступление на фестивале Гластонбери. Госпитализация и лечение Миноуг в Мельбурне на короткий период привлекли к её персоне ещё большее внимание СМИ, особенно в Австралии, где тогдашний премьер-министр Джон Говард выступил с заявлением о поддержке. После того, как представители СМИ и поклонники певицы начали собираться во дворе её резиденции, премьер-министр Виктории Стив Бракс предупредил международные СМИ, что в соответствии с австралийскими законами о конфиденциальности никаких нарушений прав семьи Миноуг допущено не будет.
21 мая 2005 года в больнице Кабрини в Малверне Миноуг перенесла операцию и вскоре после этого начала лечение химиотерапией. 8 июля 2005 года певица впервые после операции появилась на публике, посетив онкологическое отделение Королевской детской больницы Мельбурна. Вскоре она вернулась во Францию, где прошла курс химиотерапии в институте Гюстава-Русси в Вильжюифе, пригороде Парижа. В январе 2006 года пресс-агент Миноуг сообщил, что курс химиотерапии подошёл к концу, но певица продолжила лечение в течение следующих нескольких месяцев. По возвращении в Австралию певица рассказала о своей болезни, признавшись, что её лечение химиотерапией было таким, будто она «пережила взрыв ядерной бомбы».
Миноуг, подробно рассказавшая о своей болезни и её лечении, получила большое признание во всём мире. В мае 2008 года министр культуры Франции Кристин Альбанель прокомментировала это так: «Врачи теперь даже говорят, что существует „эффект Кайли“, который поощряет молодых женщин постоянно проверяться». Телеведущая Джулиана Ранчич, которой был поставлен аналогичный диагноз, назвала историю Миноуг «вдохновляющей».
В 2011 году Кайли Миноуг была удостоена почётной докторской степени Университета Раскина в Англии за популяризацию профилактики рака молочной железы.

### Благотворительность
Миноуг активно занимается благотворительностью. В 1989 году певица приняла участие в записи композиции «Do They Know It’s Christmas?» благотворительной супергруппы Band Aid II для помощи в сборе денег. После катастрофического цунами, которое произошло 26 декабря 2004 года, певица провела неделю в Таиланде. В 2008 году Миноуг объявила о своей поддержке кампании по сбору средств для детей, подвергшихся насилию, — эти средства были переданы британским благотворительным организациям ChildLine и Национальному обществу по предотвращению жестокого обращения с детьми. По данным источника, было собрано около 93 миллионов долларов. Говоря о причине своего участия в проекте, певица заявила: «Найти мужество сказать кому-то о том, что ты подвергаешься насилию, — это одно из самых трудных решений, которые когда-либо придётся принимать ребёнку».
В начале 2010 года Миноуг с другими артистами в составе коллектива Helping Haiti записала каверверию на песню «Everybody Hurts», помогая пострадавшим после землетрясения на Гаити. В 2011 году, во время гастрольного тура Миноуг Aphrodite World Tour в Японии, произошло землетрясение у восточного побережья острова Хонсю. Однако певица сообщила, что продолжит там выступать: «Я сюда приехала, чтобы выступить с концертом, и я решила его не отменять. Почему я так решила? Я много об этом думала, и это было нелёгкое решение». Находясь там, Миноуг вместе с премьер-министром Австралии Джулией Гиллард в качестве приглашённых знаменитостей посетили благотворительное мероприятие в австралийском посольстве.
В 2010 и 2012 годах Кайли принимала участие в концерте в поддержку больных СПИДом, проводившемся американским Фондом исследований СПИДа (Amfar).
Ещё с 2005 года Миноуг спонсировала проекты в поддержку онкобольных. В мае 2010 года певица провела благотворительную кампанию по борьбе с раком груди, комментируя её так: «Для меня так много значит участвовать в борьбе с раком молочной железы! Я всем сердцем поддерживаю усилия по сбору средств на жизненно важную работу, проводимую компанией Breakthrough Breast Cancer». В рамках этой акции певица приняла участие в фотосессии Марио Тестино, «позируя в шёлковом платке, украшенном отличительным целевым логотипом Fashion Targets Breast Cancer». В апреле 2014 года Миноуг запустила новую благотворительную кампанию в поддержку организации One Note Against Cancer, помогающей исследованиям в области рака. В рамках акции певица выпустила композицию «Crystallize», и её поклонники приняли участие в торгах за каждую ноту этой песни. Вскоре вышел видеоклип, в котором были перечислены имена победителей акции, а все денежные средства были переданы на финансирование исследований рака.
В июле 2019 года Кайли Миноуг и другие исполнители, выступившие на фестивале Гластонбери, в рамках борьбы с «одноразовой модой» передали свои сценические наряды и концертный инвентарь организации Оксфам. В январе 2020 года Миноуг и члены её семьи пожертвовали 500 000 долларов на предотвращение лесных пожаров в Австралии. В ноябре того же года Кайли Миноуг вместе с другими исполнителями приняла участие в записи сингла «Stop Crying Your Heart Out» для благотворительной организации BBC Children in Need.

## Дискография

### Студийные альбомы
| - 1988: Kylie - 1989: Enjoy Yourself - 1990: Rhythm of Love - 1991: Let’s Get to It - 1994: Kylie Minogue - 1997: Impossible Princess - 2000: Light Years - 2001: Fever | - 2003: Body Language - 2007: X - 2010: Aphrodite - 2014: Kiss Me Once - 2015: Kylie Christmas - 2018: Golden - 2020: Disco - 2023: Tension - 2024: Tension II |

## Туры
- 1989: Disco in Dream
- 1990: Enjoy Yourself Tour
- 1991: Rhythm of Love Tour
- 1991: Let's Get to It Tour
- 1998: Intimate and Live Tour
- 2001: On a Night Like This
- 2002: KylieFever2002
- 2005: Showgirl: The Greatest Hits Tour[англ.]
- 2006—2007: Showgirl: The Homecoming Tour[англ.]
- 2008—2009: KylieX2008
- 2009: For You, For Me[англ.]
- 2011: Aphrodite: Les Folies Tour
- 2012: Anti Tour[англ.]
- 2014—2015: Kiss Me Once Tour
- 2015: Kylie Summer 2015[англ.]
- 2015—2016: A Kylie Christmas[англ.]
- 2018: Kylie Presents: Golden[англ.]
- 2018—2019: Golden Tour
- 2019: Summer 2019[англ.]

## Фильмография
| Год       |     | Русское название           | Оригинальное название     | Роль                                                        |
| --------- | --- | -------------------------- | ------------------------- | ----------------------------------------------------------- |
| 1976      | с   | Семья Салливан             | The Sullivans             | Карла (#1)                                                  |
| 1979      | с   | Авиатрассы                 | Skyways                   | Робин                                                       |
| 1985      | с   | Дети Хендерсонов           | The Henderson Kids        | Шарлотта Керноу                                             |
| 1985      | с   |                            | The Zoo Family            | Ивонн                                                       |
| 1986      | с   |                            | Fame and Misfortune       | Саманта Коллинз                                             |
| 1986—2022 | с   | Соседи                     | Neighbours                | Шарлин Митчелл (Робинсон)                                   |
| 1989      | ф   | Преступники                | The Delinquents           | Лола Лауэлл                                                 |
| 1994      | ф   | Уличный боец               | Street Fighter            | лейтенант Кэмми                                             |
| 1995      | кор | Поездка в ад               | Hayride to Hell           | девушка                                                     |
| 1995      | ки  | Street Fighter: The Movie  | Street Fighter: The Movie | Кэмми                                                       |
| 1995      | ки  | Street Fighter: The Movie  | Street Fighter: The Movie | Кэмми                                                       |
| 1996      | кор |                            | Misfit                    |                                                             |
| 1996      | ф   | Био-Дом                    | Bio-Dome                  | доктор Петра фон Кант                                       |
| 2000      | ф   | Режиссёрская версия        | Cut                       | Хилари Якобс                                                |
| 2000      | ф   | Образцовые люди            | Sample People             | Джесс                                                       |
| 2001      | ф   | Мулен Руж!                 | Moulin Rouge!             | Зелёная Фея                                                 |
| 2004      | с   |                            | Kath & Kim                | Эпонни Рай                                                  |
| 2005      | мф  | Волшебное приключение      | The Magic Roundabout      | Флоренс                                                     |
| 2006      | мф  | Дугал                      | Doogal                    | Флоренс                                                     |
| 2007      | с   | Доктор Кто                 | Doctor Who                | Астрид Пет в эпизоде «Путешествие проклятых»                |
| 2009      | ф   | Голубая бездна             | Blue                      | Кайли                                                       |
| 2012      | ф   | Джек и Диана               | Jack and Diane            | Тара                                                        |
| 2012      | ф   | Корпорация «Святые моторы» | Holy Motors               | Ева Грейс (Джин)                                            |
| 2014—2016 | с   | Галавант                   | Galavant                  | Королева Зачарованного леса / Queen of the Enchanted Forest |
| 2015      | ф   | Разлом Сан-Андреас         | San Andreas               | Сьюзан Риддик                                               |
| 2015      | с   | Молодые и голодные         | Young & Hungry            | Шауна                                                       |
| 2017      | ф   | Рождественская звезда      | A Christmas Star          | Кайли                                                       |
| 2018      | ф   | Горячие каникулы           | Swinging Safari           | Кайя Холл                                                   |
| 2021      | мф  | Дорога домой               | Back to the Outback       | Сьюзен                                                      |
| 2023      | с   | Призраки                   | Ghosts                    | камео                                                       |
| 2023      | с   | Ссора                      | Strife                    | Гвен Льюис                                                  |